# Óbecse
Óbecse (korábban Rácz-Becse, Magyar-Becse vagy Vetus-Becse, szerbül Бечеј / Bečej, korábban Стари Бечеј / Stari Bečej, németül Alt-Betsche, törökül Beçe) város Szerbiában, a Vajdaság Dél-bácskai körzetében, Óbecse község központja.

## Fekvése
A Vajdaság szívében, Bácska keleti részén, a Tisza jobb partján fekszik. Jellegzetes Tisza-parti kisváros a bácskai „zsíros” termőföldek közepén, Zentától 40 km-re délre.

## A község települései
Óbecse városán kívül a községhez közigazgatásilag még négy település tartozik (zárójelben a szerb név szerepel):
- Bácsföldvár (Бачко Градиште / Bačko Gradište)
- Drea (Drljan)
- Kutaspuszta (Милешево / Mileševo)
- Péterréve (Бачко Петрово Село / Bačko Petrovo Selo)
- Csikériapuszta (Радичевић / Radičevič)

A községben található még egy kis település is, Pecesor, amely azonban nem önálló, hanem Óbecse részét képezi.

## Nevének eredete
Neve a régi Bese török-magyar személynévből származik. Jelentése: kánya. Körmendi Ferenc szerint ellenben a név avar eredetű: becs jelentése őrzőhely.

## Története
Területe már az őskorban is lakott volt, amit a neolit kortól előkerült leletek bizonyítanak. Ezután a szarmaták és az avarok hagyták hátra temetőiket. Területén a 8-9. században számos falu helyezkedett el, melyek maradványait a feltárások során megtalálták. Becsét 1091-ben említik először, bár az elnevezés ekkor még nem a városra vonatkozott, hanem a Tisza-szigeti erődítményre, mely tőle kb. 6 km-re volt. 1238-ban említik az itteni erődítményt, melyet IV. Béla ekkor adományozott a székesfehérvári szerzeteseknek. A középkorban több birtokosa is volt. A várost 1551-ben foglalta el a török és 1687-ig tartott a török uralom. A 17. század végén délről nagy számú szerb telepes érkezett, és 1699-ben a karlócai békével a terület hivatalosan is osztrák fennhatóság alá került vissza. Az egyezmény keretében az erődítményt (Becse vára, a mai Óbecse és Törökbecse között helyezkedett el, a romok még itt-ott láthatóak) le kellett rombolni.
Ugyanebben az évben a város a mai helyén kezdett felépülni. Mária Terézia alatt az újonnan kialakított tisza–marosi határőrvidék része lett. 1749-ben megszűnik a határőrség. 1751-ben Óbecse székhellyel tiszai koronaterületet alakítottak ki, melyhez 14 község tartozott. A várost ebben az időben Becse Sáncnak nevezték el. Ezzel a környék központi települése lett, ami a következő száz évben a város gazdasági fellendülését eredményezte. Itt születtek Óbecse leghíresebb szülöttei is, a Than-fivérek. 1848. április 26-án a településen zavargások törtek ki. 1849. április 19-én Perczel Mór serege elfoglalta a szerb felkelőktől. 1849. június 25-én, az óbecsei ütközetben Jelačić (Jelacsity) bán serege a Tisza bal partjára szorította a Tóth Ágoston ezredes vezette magyar bácskai hadtestet. A szabadságharc alatt működött itt katonai kórház, és Damjanich főhadiszállása is itt volt egy időben.
A szabadságharc után közigazgatási átszervezés eredményeképp járási székhely lett. 1910-ben 19 372 lakosából 12 488 magyar, 6582 szerb és 193 német volt. A trianoni békeszerződésig Bács-Bodrog vármegye Óbecsei járásának volt a székhelye. Ekkor a Vajdaság legfejlettebb részévé vált. Az első világháború végével és az Osztrák–Magyar Monarchia bukásával az újonnan alakult Szerb-Horvát-Szlovén Királyság (későbbi nevén Jugoszlávia) része lett. 1921-től a belgrádi körzethez tartozott. A királyság 1929-es közigazgatási átszervezésekor a Dunai Bánságba lett besorolva.
1941. április Virágvasárnapján a magyar csapatok felszabadították a várost a 21 éves szerb megszállás alól, amely szűk négy évre ismét Magyarország része lett. Az 1942. évi magyar razziának 206 szerb áldozata volt. 1944. október 9-én számos helyi lakost letartóztattak, majd a Central nevű kávéházba hurcoltak a szerbek. Kegyetlenül megkínozták őket. Összesen mintegy 500 áldozata volt a szerb megtorlásnak. A szerb csapatok a megtorlás részeként a fő tértől nem messze álló zsinagógát lerombolták, a hajdani Szent István téren álló első világháborús obeliszket pedig szétverték. Helyére partizán-bronzszobrot emeltek.
A második világháborútól 1955-ig ismét járási székhely volt. A jugoszláv közigazgatás átszervezésével 1960-ban megalakult a mai Óbecse község, mely több környező településsel közös közigazgatási egységbe foglalja a várost.

## Természeti adottságok
Itt ömlik bele a Duna–Tisza–Duna-csatorna a Tiszába. Ez a kanális még az 1800-as években emberi kéz kemény munkájával épült. Mindenképpen érdemes megnézni, ahogyan egy zsilipszerkezettel szabályozták, szabályozzák a vízszinteket. E vízszabályozó művek tervezésében maga Alexandre Gustave Eiffel (a párizsi Eiffel-torony, a budapesti Nyugati pályaudvar tervezője) is részt vett. A zsilipek által bezárt víztükör már a 20. század elején biztosította a vízilabdázás feltételeit, így annak komoly hagyományai alakultak ki. Miután már a becsei nagyapák is megismerkedtek e nemes vízisporttal, nem csoda, hogy a volt idő amikor Jugoszlávia nemzeti válogatottjának gerincét a becsei legénység képezte. Ezért nem szégyen, hogy volt olyan vízilabda mérkőzés, amikor a becsei magyarok verték meg a magyar nemzeti válogatottat.
A gyönyörűen ívelő „szőke” Tisza fenséges látványt nyújt a hosszan elnyúló sétányával. Maga a belváros is, tízpercnyi sétával elérhető a Tisza-partról. Kellemes történelmi emlékeket felidéző belváros fogad bennünket, patinás épületeivel. A város lakosságának közel fele magyar anyanyelvű, akik szívvel-lékkel ápolják magyarságukat.

## Népesség
Óbecse lakossága 2022-ben 19492 fő, mig a község lakossága 30681 fő volt.

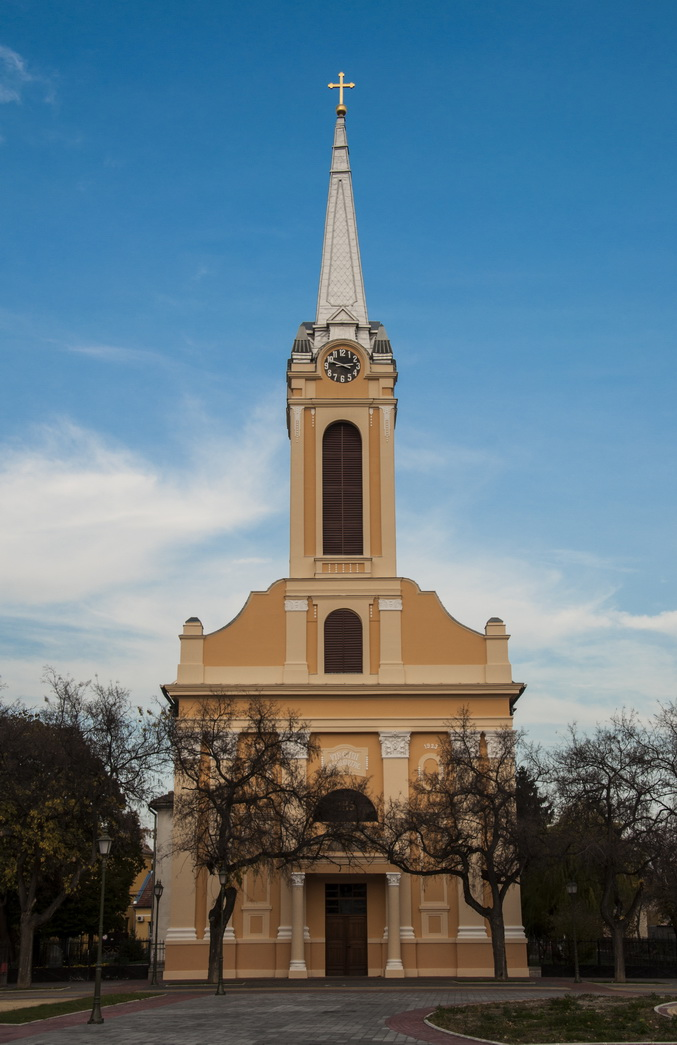
A római katolikus templom

### Demográfiai változások
| 1948   | 1953   | 1961   | 1971   | 1981   | 1991   | 2002   | 2011   | 2022  |
| ------ | ------ | ------ | ------ | ------ | ------ | ------ | ------ | ----- |
| 22 944 | 23 322 | 24 963 | 26 722 | 27 102 | 26 634 | 25 774 | 23 895 | 19492 |

## Oktatás
A város területén 5 általános iskola (Samu Mihály, Petőfi Sándor, Sever Durkic, Zdravko Glozanski, Speciális) működik. A 2020/21-es tanévben 1 810 diák 38,5%-a (697 diák) tanult magyar tanítási nyelvű osztályokban. 
Középiskoláiban (Gimnázium, Közgazdasági, Műszaki) a 2020/21-es tanévben 1 301 diák tanult, melyből 424 tanuló (30,5%) magyarul végezte tanulmányait.

## Látnivalók és nevezetességek

### Köztéri épületek és szobrok
- A városháza épülete 1881-ben épült. Mellette található Eufemija Jović bárónő 1894-ben épült klasszicista stílusú palotája. A két épület 1902. óta alkot egy egységet. Itt található a Turisztikai Szervezet központja is.
- A Technikai szakközépiskola épülete 1703-ban épült, s így a legrégebbi vajdasági iskola. Eredetileg szerb elemi iskola céljaira szolgált. Előtte I. Péter szobra áll.
- Az állami reálgimnázium – 1925. óta működik
- A Bogdán-kastély a kápolnával – 1919-1923. között épült
- Than-fivérek háza – itt lakott Than Mór és Than Károly
- A Ferenc-csatorna zsilipe ipartörténeti emlék a csatorna bácskai szakaszának torkolatánál. Az 1895 és 1899 között épült zsilip korának legkorszerűbb alkotásai közé számított, Gustave Eiffel műhelyének munkája, amely 1900-tól 1975-ig volt használatban.
- A második világháborús emlékmű a Tisza-parkban

### Egyházi létesítmények
- A római katolikus templom – 1830-ban épült a korábbi templom átalakításával, benne Than Mór "A Nagyboldogasszony égbeszállása" című oltárképe látható

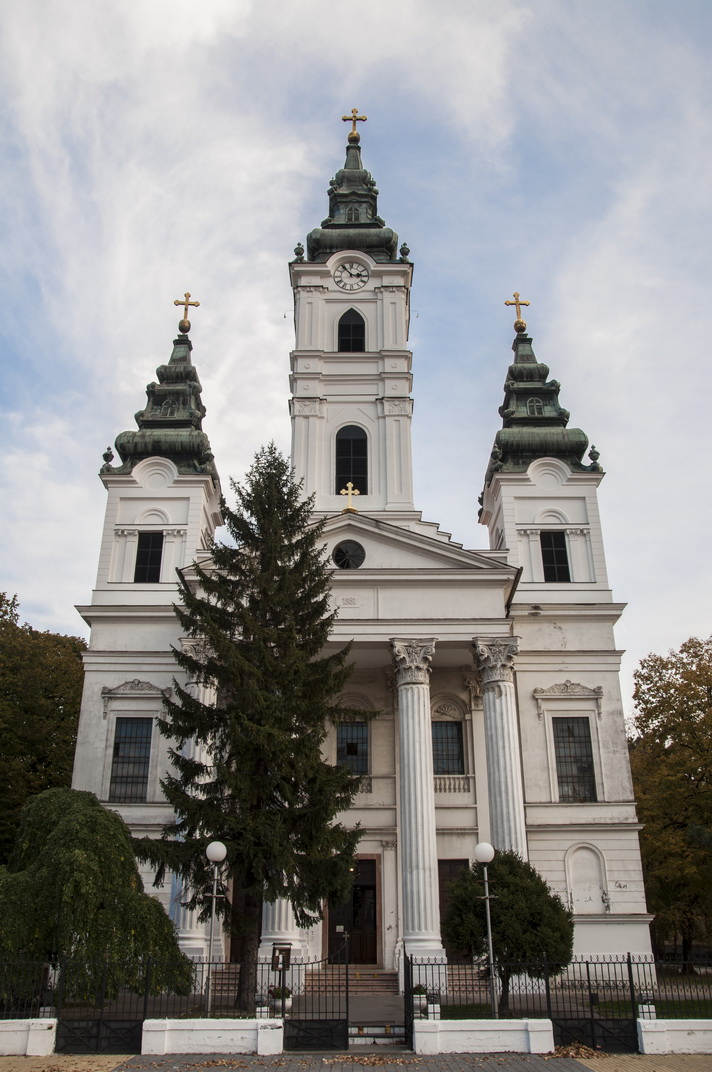
Az ortodox templom

- Az alsóvárosi Páduai Szent Antal plébániatemplom – 1905-ben épült
- A református temploma, melynek építéséhez Ferenc József külön adománnyal járult hozzá
- A Nepomuki Szent János kápolna, a szegényház (gerontológiai központ) melletti magyar temetőben található, 1842-ben emeltette Szenesi Ferenc, oltárképét Than Mór festette
- A Szent György ortodox templom – 1851-1858. között barokk stílusban, ikonosztázát 63 ikon díszíti, melyet Uroš Predić festőművész készített
- Eufemija Jović bárónő kápolnája – 1861-ben épült

## Ismert személyek

### Itt születtek
- Kalapsza János (1823–?) az 1848–49-es szabadságharc huszárkapitánya
- Than Mór (1828–1899) festőművész, freskói többek között láthatók a Magyar Nemzeti Múzeumban is
- Than Károly (1834–1908) vegyész és az MTA tagja, Than Mór öccse
- Allaga Géza (1841–1913) csellóművész, nevéhez fűződik a cimbalomoktatás elindítása, a cimbalom irodalmának megteremtése
- Palágyi Lajos (1866–1933) költő
- Letics György (1872–1935) temesvári szerb ortodox püspök.
- Magyarosy Sándor (1891–1972) magyar katonatiszt a második világháború idején
- Branka Veselinović (1918–2023) szerb színésznő
- Miloš Šarčev (1964–) IFBB testépítő
- Nagy Abonyi Melinda (1968–) Svájcban élő író[6]
- Dejan Perić (1970–) válogatott szerb kézilabdakapus és a magyar MKB Veszprém KC játékosa
- Topolcsányi Laura (1971–) színésznő, színpadi szerző, író.
- Varga Izabella (1973–) színésznő, a Barátok közt Nórája
- Kiss László (1975) Újvidéki rádió énekművésze
- Szemendri Gábor (1976–) zongoraművész, a budapesti Bartók Béla Zeneművészeti és Hangszerészképző Gyakorló Szakgimnázium és a budapesti Szent István Király Zeneművészeti Szakközépiskola zongoratanára
- Tari Teréz (1977–) színművész

### Itt élt
- Faragó Galambos Margit (1892–?) zsidó származású magyar költőnő

## Testvérvárosok
Óbecse a következő városokkal tart testvérvárosi kapcsolatot:
- Csíkszereda, Románia
- Csongrád, Magyarország
- Galánta, Szlovákia
- Szekszárd, Magyarország
- Sátoraljaújhely, Magyarország (2014)

## Óbecse az irodalomban
- Óbecse a címadó helyszíne Móra Ferenc A becsei molnárok című elbeszélésének.

## Óbecse képekben
- A városháza
- A Ferenc-csatorna a zsilippel
- A malom mint étterem
- A Than-fivérek szülőháza
- Kis videórészlet a becsei anzixból, a Dózsa György út Észak-Becsén
- Utcarészlet a Páduai Szent Antal templommal
- A sportcsarnok bejárata